# ياسر قدورة
ياسر قدورة (16 تشرين الأول /أكتوبر 1970-) هو ناشط فلسطيني من مواليد مخيم الرشيدية جنوب مدينة صور اللبنانية، وتعود أصوله لعائلة مُهجرة من قرية سحماتا قضاء عكا. درس حتى المرحلة الابتدائية في مدرسة الهدى في بيروت، وحصل على شهادة الثانوية في عام 1988، وفي عام 1993 حاز على شهادة البكالوريوس في الرياضيات من الجامعة الأميركية في بيروت، ثم على شهادة دبلوم في التربية من الجامعة نفسها في عام 1996، وعلى شهادة الماجستير في الدراسات الإسلامية من جامعة الإمام الأوزاعي في عام 2007، كما والتحق بجامعة طرابلس لدراسة الماجستير في القضية الفلسطينية في عام 2021.

## عمله
أثناء دراسته في الجامعة الأميركية نشط بالعمل الطلابي، فكان رئيسًا للنادي الثقافي الفلسطيني الذي ضم طلابًا من توجهات سياسية مختلفة. وفي عام 2011، أطلق مشروع "هُوية" الذي تحول إلى مؤسسة غير ربحية مستقلة هو مديرها اليوم. تهدف المؤسسة إلى حفظ التراث والهوية الفلسطينية، وتوثيق جذور العائلات الفلسطينية خاصة أن الفلسطينيين تهجروا في بلاد كثيرة، فوفقًا لرؤية المشروع إن توثيق جذور أي عائلة هو واجب وطني لحفظ الرواية الفلسطينية ودعمها، يركز المشروع تحديدًا على العائلات المهجرة، فيحتوي موقع المؤسسة الإلكتروني على ما يقارب أكثر من 8000 وثيقة حول ملكيات الأراضي، وشجرات للعائلات الفلسطينية موثقة بالصور من الجد الفلسطيني الأكبر في البلاد وحتى الحفيد الأخير في الشتات.
حصل على جائزة المعلم "الملهم" من جامعة كامبريدج البريطانية، وشهادة تقدير من إمارة أبو ظبي في عام 2007. وتم اختياره ليكون منسقًا عامًا لحملة "انتماء" والتي تعمل على ضم العديد من المؤسسات اللبنانية في المشاركة في إحياء ذكرى النكبة طوال شهر مايو من كل سنة.